# Koutougou (département)
Pour les articles homonymes, voir Koutougou.
Koutougou est un département et une commune rurale du Burkina Faso située dans la province des  Karo-Peli et dans la région du Soum. En 2012, le département comptait 18 655 habitants.

## Villages
Le département comprend un village chef-lieu (populations actualisées en 2012) :
- Koutougou (1 155 habitants)

et 15 autres villages :
- Arra-Fulbé (332 habitants)
- Djamo (1 052 habitants)
- Djayel (425 habitants)
- Gaskindé (933 habitants)
- Gomdé-Fulbé (1 211 habitants)
- Gomdé-Mossi (787 habitants)
- Hamayala (1 230 habitants)
- Hoka (831 habitants)
- Houkoulourou (834 habitants)
- Kékelnoda (872 habitants)
- Kékénéné (1 665 habitants)
- Souma (1 839 habitants)
- Soum-Bellah (1 403 habitants)
- Tounté (2 328 habitants)
- Tongomayel-Sirgné (1 758 habitants)